# Catalogul colecției Enigma (Editura Univers)
Începând cu anul 1969, Editura Univers a lansat sub numele „Enigma” o serie de romane polițiste având autori atât români, cât și străini. Colecția nu a fost numerotată, iar prima carte publicată a fost romanul Bruta scris de Guy des Cars. Primele volume au fost editate de Editura pentru Literatură, editură peste a cărui schelet s-a format Editura Univers.
Aceasta este o listă cronologică a volumelor publicate în această colecție:

## Lista cărților
| Anul | Autorul                         | Titlul                                      | Note |
| ---- | ------------------------------- | ------------------------------------------- | ---- |
| 1969 | Guy des Cars⁠(d)                 | Bruta                                       |      |
| 1969 | Agatha Christie                 | Crima din Orient Express                    |      |
| 1969 | Sébastien Japrisot              | Compartimentul ucigașilor                   |      |
| 1969 | Georges Simenon                 | Comisarul Maigret a fost prădat             |      |
| 1969 | James Hadley Chase              | Totul se plătește                           |      |
| 1969 | Raymond Chandler                | Somnul de veci                              |      |
| 1969 | Peter Cheyney⁠(d)                | Ce le pasă damelor!                         |      |
| 1969 | ***                             | Antologia Enigma vol. 1                     |      |
| 1969 | ***                             | Antologia Enigma vol. 2                     |      |
| 1969 | Per Wahlöö                      | Crima de la etajul 31                       |      |
| 1969 | Dashiell Hammett                | Cheia de sticlă                             |      |
| 1969 | Ellery Queen                    | Lovitura de grație                          |      |
| 1969 | Gaston Leroux                   | Misterul camerei galbene                    |      |
| 1969 | Nicolas Freeling                | Regele unei țări ploioase                   |      |
| 1969 | Josef Škvorecký                 | Tristețea locotenentului Borůvka            |      |
| 1970 | Noël Calef                      | Ascensor spre eșafod                        |      |
| 1970 | Ross Macdonald                  | Coasta barbară                              |      |
| 1970 | Boileau-Narcejac                | Complot                                     |      |
| 1970 | Anthony Berkeley                | Cutia cu bomboane otrăvite                  |      |
| 1970 | Erle Stanley Gardner            | Dormitoarele au ferestre                    |      |
| 1970 | Eric Ambler                     | Epitaf pentru un spion                      |      |
| 1970 | Georges Simenon                 | Maigret și hoțul leneș                      |      |
| 1970 | Philip Macdonald                | Odihnească-se în pace!                      |      |
| 1970 | Werner Steinberg                | Pălăria comisarului                         |      |
| 1971 | Maurice Leblanc                 | Arsène Lupin contra lui Herlock Sholmes     |      |
| 1971 | Carlo Manzoni                   | Aventurile unui detectiv particular         |      |
| 1971 | Vaclav Nyvlt                    | Două milioane de martori                    |      |
| 1971 | Georges Simenon                 | Maigret și fantoma                          |      |
| 1971 | Brad Ward                       | Șeriful din Medicine Bend                   |      |
| 1972 | Kedar Nath                      | Al treilea ochi al lui Shiva                |      |
| 1972 | Francisco García Pavón          | Domnia lui Witiza                           |      |
| 1972 | Dmitri Tarasenkov               | Omul din gang                               |      |
| 1972 | Iulian Semionov                 | Valiza cu amprente                          |      |
| 1972 | K. Kwaśniewski                  | Voi pune actorii să repete...               |      |
| 1972 | E. Braghinski E. Reazanov       | Zigzagul norocului                          |      |
| 1973 | Joe Alex                        | Acolo unde e stăpâna primăvara              |      |
| 1973 | Agatha Christie                 | Anunțul mortuar                             |      |
| 1973 | Rodolfo Marzano Giorgio Capuano | Cîțiva Maigret italieni                     |      |
| 1973 | Bogomil Rainov                  | Inspectorul și noaptea                      |      |
| 1973 | Bert F. Island                  | Jocul s-a sfîrșit...                        |      |
| 1973 | Michael Innes                   | Misterul manuscrisului                      |      |
| 1973 | Jiří Marek                      | Panoptic de vechi întîmplări criminalistice |      |
| 1973 | Dashiell Hammett                | Un om subțire                               |      |
| 1974 | Hansjörg Martin                 | Curiozitate periculoasă                     |      |
| 1974 | Michael Sinclair                | Pactul dolarului                            |      |
| 1974 | Mihail Heyfetz                  | Secretarul poliției secrete                 |      |
| 1974 | Edgar Wallace                   | Substituirea                                |      |
| 1975 | V. Tevekelian                   | Agenția de publicitate a domnului Kocek     |      |
| 1975 | Ignacio Cárdenas Acuña          | Enigma unei duminici                        |      |
| 1975 | Paul Henricks                   | Mușuroiul de furnici                        |      |
| 1975 | Iulian Semionov                 | Strada Ogariov, Nr. 6                       |      |
| 1975 | Peter Cheyney                   | Ultimul pahar                               |      |
| 1976 | M. Steiga, L. Volfs             | Gardă la regina briliantelor                |      |
| 1976 | Michael Sinclair                | O lungă hibernare                           |      |
| 1976 | Eduard Fiker                    | Itinerariul sicriului de zinc               |      |
| 1976 | Alistar Maclean                 | Ultimele șase minute                        |      |
| 1976 | Arkadi și Gheorghi Weiner       | În vizită la Minotaur                       |      |
| 1977 | Arkadi Adamov                   | Complicații la pătrat                       |      |
| 1977 | Agatha Christie                 | Misterul de la Sittaford                    |      |
| 1977 | Jiří Marek                      | Panoptic de oameni păcătoși                 |      |
| 1977 | Raymond Chandler                | Rămas bun pentru vecie                      |      |
| 1977 | Peter Chambers                  | Vorbește-i de rău pe morți                  |      |
| 1978 | Leslie Charteris                | „Sfîntul” la New York                       |      |
| 1978 | San-Antonio                     | Am onoarea să vă pun la punct               |      |
| 1978 | Sebastien Japrisot              | Doamna din mașină                           |      |
| 1978 | John Ball                       | În arșița nopții                            |      |
| 1978 | James Hadley Chase              | Morții nu vorbesc                           |      |
| 1979 | Arkadi și Gheorghi Weiner       | Eu, anchetatorul...                         |      |
| 1979 | Frank Arnau                     | Societatea anonimă Heroina                  |      |
| 1980 | Bogomil Rainov                  | Marea plictiseală                           |      |
| 1980 | Iannis Maris                    | Moartea lui Timoteos Konstas                |      |
| 1981 | Ladislav Fuks                   | Cazul consilierului de poliție              |      |
| 1981 | Rubin Szilárd                   | Petrecere în bîrlogul lupilor               |      |
| 1982 | Roger Borniche                  | Povestea unui polițist                      |      |
| 1982 | Jerzy Edigey                    | Valiza cu milioane                          |      |
| 1983 | Agatha Christie                 | Cortina                                     |      |
| 1983 | Arkadi și Gheorghi Weiner       | Era carității                               |      |
| 1983 | Raymond Chandler                | Fereastra de sus                            |      |
| 1983 | Jan Mårtenson                   | Natură moartă pentru flașnetă mecanică      |      |
| 1983 | Iuri Klarov                     | Triunghiul negru                            |      |
| 1985 | Ugo Moretti                     | Dublul delict din strada Governo Vecchio    |      |
| 1985 | Miklós Munkácsi                 | Sfidarea                                    |      |
| 1986 | Émile Gaboriau                  | Domnul Lecoq                                |      |
| 1986 | Luis Rogelio Nogueras           | Iar dacă mîine am să mor                    |      |
| 1987 | Dick Francis                    | Cursa hipică                                |      |
| 1987 | Andris Kolbergs                 | Văduvă în ianuarie • Nud cu armă            |      |
| 1989 | Vaclav Erben                    | Femeia dispărută                            |      |
| 1990 | Jenő Rejtő                      | Carantină la Grand Hotel • Ciclonul blond   |      |

## Vezi și
- Catalogul Colecției Biblioteca pentru toți (Editura Minerva)
- Catalogul colecției Romanul de dragoste (Editura Eminescu)